# Piccolo Teatro
A milánói Piccolo Teatro az első állandó olasz színház, amelyet 1947. május 14-én alapított Giorgio Strehler, Paolo Grassi és felesége, Nina Vinchi Grassi. 1991 óta miniszteri rendelet alapján az Európai Színházi Unió tagja.
A színháznak jelenleg három játszóhelye van: a Sala Grassi (történelmi hely a Via Rovellón), a Teatro Studio Melato (kísérleti tér, amely a színházi iskolának is otthont ad) és a Teatro Strehler (fő helyszín, amelyet 1998-ban avattak fel).
Strehler halála után az irányítást Sergio Escobarra bízták, aki 1998 októberétől 2020 júliusáig vezette a színházat. A művészeti tanácsadó 1999-től haláláig Luca Ronconi rendező volt. 2015 és 2020 között Stefano Massini író és drámaíró volt a művészeti tanácsadó. 2020. december 1-je óta a Piccolo igazgatója Claudio Longhi.

## Története

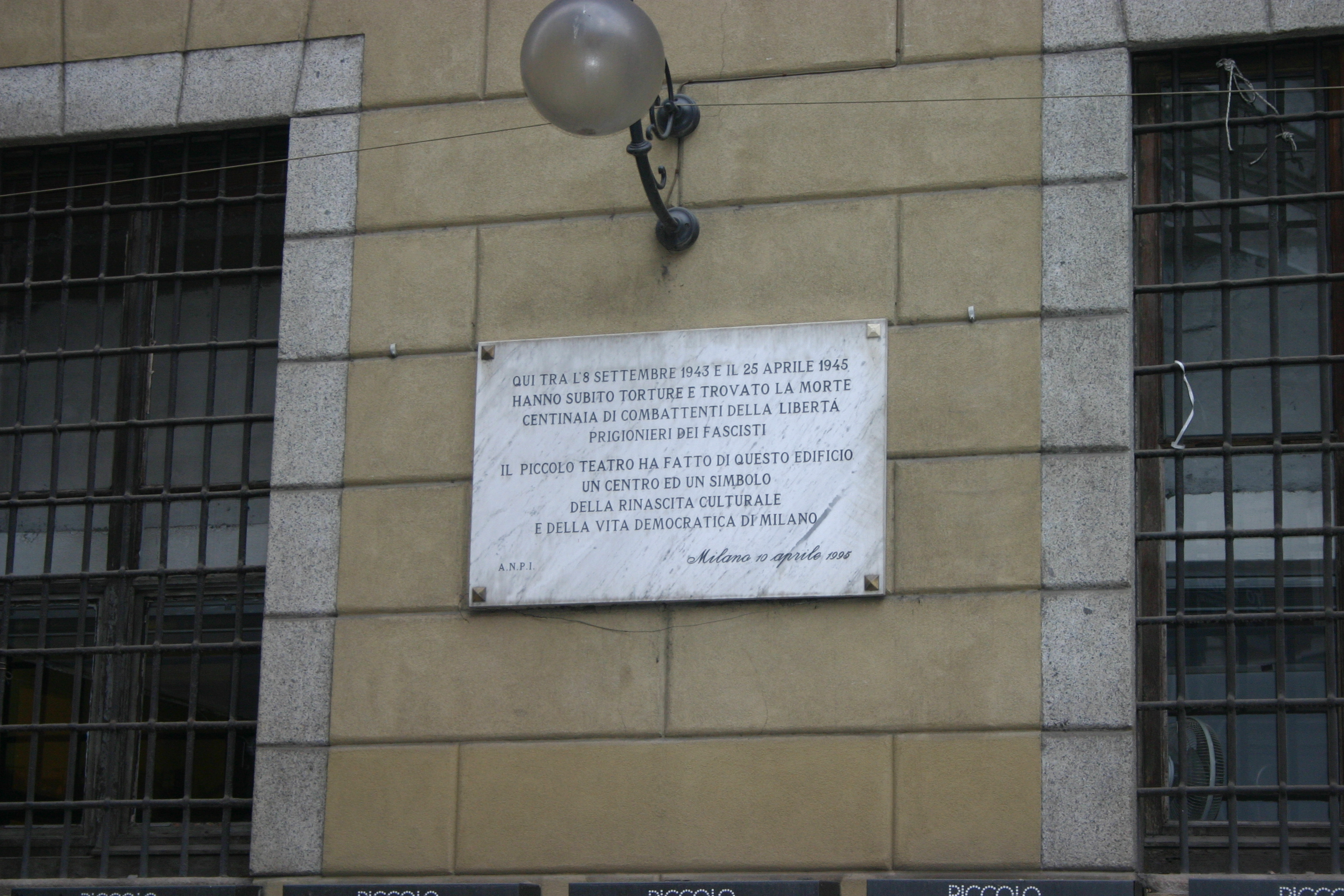
Emléktábla a Muti Autonóm Légió által elkövetett erőszak áldozatainak emlékére, akiket a mai színház helyiségeiben kínoztak meg

A második világháború utáni időszakban Olaszországban megszülettek a közszínházak, amelyeket „állandónak” is neveznek, szemben a vándorló magántársulatokkal. Az olasz színház más országokhoz képest némi késésben volt: a modern rendezés még nem fejlődött ki, és a próbaidő is nagyon rövid volt. Még az olasz fasizmus sem volt hatással a színházi körképre, inkább magáncégeket támogatott, hogy döntéseikben irányíthassák őket. A háború után azonban utat tört magának a színház mint „közszolgáltatás” igénye: ezt támogatta Paolo Grassi és Giorgio Strehler, akik 1938-ban Milánóban, a 6-os villamos megállójában találkoztak, a Corso Buenos Aires és a Via Petrella sarkán. Grassi az Avanti!-ban 1946. április 25-én megjelent cikkében hangot adott a színházról mint közszolgálatról szóló elképzeléseinek.
A háborút követő években Milánó nagy, zűrzavaros város volt: megtapasztalta az ellenállást, a szakszervezeti követeléseket, és a nehéz újjáépítés előtt áll. Ebben az összefüggésben Paolo Grassi és Giorgio Strehler kiváltságos partnert talált a polgármesterben, Antonio Greppi szocialista jogászban, aki a színházak nagy rajongója (egy ideig író is) volt, és fontosnak tartotta a metropolisz kulturális újjászületését.
Azokban az években már aktív színházak voltak a Teatro Lirico, a Teatro Nuovo, a Mediolanum, a Teatro Odeon és a Teatro Excelsior. Éppen ez utóbbiban, 1946 novemberében került színpadra Makszim Gorkij Kispolgárok című darabja, amelyet Paolo Grassi szervezett és Giorgio Strehler rendezett: ezt tekintik a Piccolo Teatro születése „főpróbájának”.
1947. január 26-án a városi tanács döntött az új színház létrehozásáról „Piccolo Teatro della città di Milano” néven, és székhelyéül a Palazzo Carmagnolát, más néven Brolettót, a Via Rovello 2.-ben jelölte ki, amely az önkormányzati alkalmazottak Filodrammatica otthona volt, s amely az RSI éveiben a fasiszta Ettore Muti milíciája kínzóhelyévé vált. A hely egy kis színpaddal (hat méter mély, öt és fél méter széles) és körülbelül 500 ülőhellyel rendelkezik. A „Kis Színház” elnevezés egyrészt ezekre a nem nagy terekre utal, másrészt a moszkvai Malij Tyeatr (Kisszínház) a Bolsojjal (Nagyszínház) szembeni tisztelgésként.
A városi irányítás alatt álló Piccolo volt az első állami és az első állandó színház Olaszországban. Paolo Grassi, Giorgio Strehler és Nina Vinchi, a Piccolo főtitkársága volt a szervezeti struktúra központi tengelye.
A Greppi polgármester tanácsa által kinevezett művészeti bizottság első négy tagja: Paolo Grassi, Giorgio Strehler, Mario Apollonio és Virginio Tosi voltak. Az 1950-es években Eugenio Montale is tagja lett a bizottságnak,
A Piccolo Teatro programszerű szándékait Elio Vittorini „Politecnico” című művében nyilatkozta ki, ahol a „mindenki számára művészeti színház” létrehozásának vágyát hangsúlyozta: a repertoár nem tartalmazna olyan szövegeket, amelyeket tiszta és egyszerű szórakozásnak szántak, hogy a nyilvánosság kedvére tegyenek, és így profitot garantáljanak, ahogyan az a magáncégeknél is történt. A Piccolo „művészszínház” lett volna, mert kizárólag művészi ambíciókkal, spekulatív menedzsment nélkül, a műsorok kiválasztásában precíz tervezéssel rendelkező színházként pozícionálta magát. Egyben „mindenki színháza” lett volna, hiszen alacsonyan tartották volna a jegyárakat, csoportok esetén lehetőség lett volna bérleti kedvezményre is. Grassi véleménye szerint a „nép” valójában nem kulturális kérdés miatt maradt a színházakon kívül, hanem kizárólag gazdasági okokból.
Miután a színházi terek felújítása az önkormányzat költségén befejeződött, 1947. május 14-én a Piccolo Teatro Makszim Gorkij Éjjeli menedékhelyével nyílt meg, amelyet Giorgio Strehler rendezett, aki a suszter Aljosa szerepét maga alakította benne. A műsor előtt tartott beszédében Grassi köszönetet mondott az önkormányzatnak, a köz- és magánszervezeteknek, valamint maguknak a nézőknek és a bérleteseknek; a műsort egy Mozart-szerenád előzte meg, amelyet a Milánói Scala zenekara játszott Jonel Perlea karmester vezényletével.
Az első évad további műsorai a következők voltak: Pedro Calderón de la Barca „A csodák varázslója”, Armand Salacrou „A gyűlölet éjszakája” és „Két úr szolgája” (ismertebb nevén „Harlekin, a két úr szolgája”). Carlo Goldoni, Marcello Morettivel a Harlekin szerepében, a Piccolo történetében többször is felújitó előadást, különböző változatokban, amelyek közül néhány külföldön is debütált.
A következő, 1947–1948-as évadban egy másik előadás is szerepelt, amelyből Giorgio Strehler három különböző változatot javasolt: „A hegy óriásai", Luigi Pirandello utolsó színházi szövege, amely befejezetlen maradt.

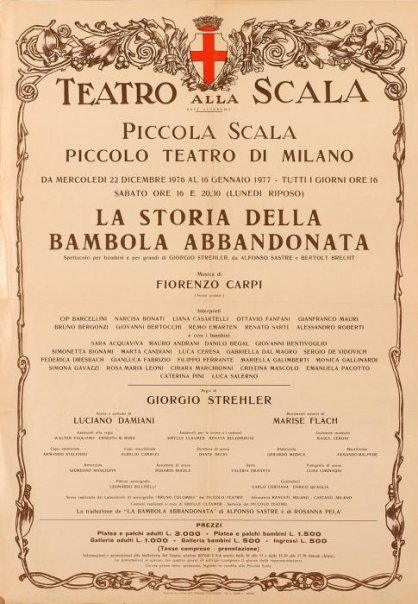
Strheler-Carpi Az elhagyott baba története, plakát, 1976–1977

1952-ben a Piccolo Via Rovelló-i székhelyén Ernesto Nathan Rogers és Marco Zanuso építészek által tervezett felújítási munkálatokat végeztek, amelyek célja a színpad kibővítése és a terem befogadóképességének növelése volt.
1950-ben Vittorio Orsenigo rendezésében, az Übü királyt Alfred Jarrytől és a Le Mammelle di Teresiát Guillaume Apollinaire-től mutatták be. Mindeközben Strehler olyan szerzők műsorait rendezte, akikhez pályafutása során többször is visszatért: Carlo Goldoni a Gl'innamoratival (1950–1951-es évad), a „La vedova scaltra” (1953), „A trilógia ünnep” (1954); Luigi Pirandello Hat szerep keres egy szerzőt (1953) és „L'imbecille”, „La patente” és „La giara” (1954, egyetlen este előadásában); William Shakespeare a III. Richárd (1949–1950-es évad), a Macbeth (1952), a Julius Caesar (1953) és a Coriolanus (1957) című filmekkel. Az 1950-es években Bertolt Brecht és epikus színházának jelentősége is megnőtt: Strehler ebben az időszakban a Koldusoperával (1956) és „Secsuáni jó lélek”-ével (1958) közelítette meg Brechtet, mígnem 1963-ban. megrendezte a „Galilei élete" című filmet, az egyik legfontosabb előadását.
A hatvanas években a Piccolo kísérletet tett a decentralizációra, a külvárosok nagyobb bevonására irányuló kísérletet: a Medini cirkuszban a „Két úr szolgája” című filmet adták elő, Arlecchinót pedig Ferruccio Soleri alakította, aki az 1961-ben elhunyt Marcello Moretti helyére lépett. Az 1960-as évek a tiltakozás évei is voltak: a Piccolo vita célpontja lett, akárcsak a többi, lebontottnak tekintett állandó színház. Ebben a hangulatban Strehler 1968-ban úgy döntött, hogy elhagyja a Piccolót, és egy színészcsoporttal életet adott a Gruppo Teatro e Azionénak: ebben az időszakban a legfontosabb művei között emlékezhetünk a „Cantata di un monster lusitanó”-ra., Peter Weiss 1969-ben a Liricóban (akkor a Piccolo másik helyszíne) és a „Santa Giovanna dei macelli” című filmben, Brecht szövegéből vett, a Maggio Musicale Fiorentinóban 1970-ben mutatták be. 1968 és 1972 között a Piccolo gyeplőjét egyedül Grassi tartotta; ennek az időszaknak a legfontosabb műsora Frank Wedekind A föld szelleme című darabja volt, amelyet az 1971–72-es évadban adtak elő Patrice Chéreau rendezésében.
1971–72-ben Paolo Grassi lett a La Scala felügyelője, Giorgio Strehler pedig egyedüli művészeti igazgatóként tért vissza a Piccolo élére. A visszatérését Shakespeare Lear királya (1972) című műsora jelentette. Strehler ismét Shakespeare-en dolgozott A vihar című vígjátékkal, amelyet 1978-ban mutattak be.
1986-ban az „Elvira vagy a színházi szenvedély" című előadással, amelyben Strehler Giulia Lazzarini mellett szerepelt, felavatták a Stúdió Színházat (a Via Rivoli 6.-ban), amelyet Marco Zanuso építész tervezett. 1987-ben Strehler megalapította a Színésziskolát, amely a jelenleg Luca Ronconiról elnevezett Teatro Stúdióban működik.
Az 1980-as évek vége és az 1990-es évek eleje között Strehler Goethe Fauston dolgozott, amelyet két előadásban vitt színpadra: „Faust, töredékek első rész” (1988–89 évad) és „Faust, töredékek” második rész (1990–91-es évad).
1991-ben a Piccolót Európa Színházaként ismerték el Európa-párti és nemzetközi elhivatottsága miatt (ahogy ezt később a 2017. július 27-i 332. miniszteri rendelet 47. cikke is megerősítette). A kilencvenes évek azonban nehéz évek voltak: Milánót a „tangentopoli-ügy" botrányaiba keverték, Strehlert magát megpróbálták még néhány európai alapért képzések finanszírozására rábírni. A jogi ügy végén azonban az igazgatót teljes mértékben felmentették. 1997. december 25-én Giorgio Strehler Milánóban halt meg. Utolsó rendezésével, Mozart Così fan tutte című filmjével egy hónappal később, 1998. január 25-én avatták fel a Piccolo új székházát a Largo Greppi 1.-ben.
1998 júliusában Sergio Escobar vette át a Piccolo irányítását és Luca Ronconi lett a művészeti küldött. Escobar és Ronconi irányítása alatt a Piccolo Teatro hangsúlyozta nemzetközi dimenzióját, a „Festival Teatro d'Europá"-nak is köszönhetően; gyerekeknek szóló élmények is voltak, mint például a „Gyermekfesztivál” és az „Il Piccolo per i bambini” című dedikált program. A Carlo Colla társulat bábelőadásainak is adnak otthont.
A 2000/2001-es évadban elkészítette a „Lolita, forgatókönyv” című sorozatot, amely Vladimir Nabokov Stanley Kubrick filmjéhez írt forgatókönyve alapján készült, és utóbbit csak részben használta. Luca Ronconi különféle projekteknek szentelte magát: az „álomprojekt” az 1999-2000-es szezonban, Calderón de la Barca Az élet álomjával és August Strindberg „Il Sognó”-jával; a „Görögök projekt” a 2003-2004-es évadban, Aiszkhülosz Leláncolt Prométheusz, Euripidész „Bakhánsnők” és Arisztophanész „A békák” című részével; a „Testori projekt” az „In exitu” és az „Ambletó”-val.
Ronconi Brecht Galileo élete című művével (1963) is folytatta a Strehler által elindított kutatási irányt, amely a színház és a tudomány kapcsolatát vizsgálja, színpadra hozva a John D matematikus munkáján alapuló „Infinities" című előadást. Barrow. Az „Infinities” című darabot először 2002. március 8-án adták elő a Spazio Bovisában, a Teatro alla Scala egykori laboratóriumában.
A 2015. február 21-én Milánóban elhunyt Luca Ronconi utolsó rendezői munkája Stefano Massini Lehman-trilógiája volt.
A 2008–2009-es kétéves időszakban a Via Rovelló-i történelmi helyszín konzervatív felújításon esett át, ami kényelmesebbé és funkcionálisabbá tette a 488 ülőhelyes nézőteret és a színpadot. A restaurálás során Bramanténak és talán Leonardónak is tulajdonítható freskókat fedeztek fel. Ugyanezen beavatkozás során előkerült a ma Nina Vinchiről elnevezett kolostor is.

## Fordítás
- Ez a szócikk részben vagy egészben  a   Piccolo Teatro (Milano) című olasz Wikipédia-szócikk ezen változatának fordításán alapul.  Az eredeti cikk szerkesztőit annak laptörténete sorolja fel. Ez a jelzés csupán a megfogalmazás eredetét és a szerzői jogokat jelzi, nem szolgál a cikkben szereplő információk forrásmegjelöléseként.

## Bibliográfia
- MG Gregori (szerk.), Il Piccolo Teatro di Milano: Ötven év kultúra és szórakozás, Milánó, Leonardo Arte, 1997, ISBN 88-7813-608-5
- F. Grassi, A Magli, Milánó és Paolo Grassi: színház a városnak, Bagno a Ripoli, Passigli, 2011, ISBN 88-7813-608-5
- S. Locatelli, P. Provenzano (szerk.), Mario Apollonio és a Piccolo Teatro di Milano. Szövegek és dokumentumok, Róma, Edizioni di Storia e Letteratura, 2017, ISBN 978-88-6372-972-6
- M. Poli, Milano in Piccolo: a Piccolo Teatro a Corriere della Sera oldalain, Milánó, Fondazione Corriere della Sera, 2007, ISBN 978-88-17-01752-7